# Christian Delachet
Christian Delachet (Créteil, 25 agosto 1949) è un ex calciatore francese, di ruolo portiere; è figlio di Jacques Delachet.

## Carriera
Vanta 478 presenze in tutti i campionati, 276 nella sola Ligue 1, oltre a due incontri di Coppa UEFA.

## Palmarès

### Club

#### Competizioni nazionali
- Campionato francese: 2

Marsiglia: 1970-1971
Bordeaux: 1983-1984